# Olympia 76
Albums de Michel Sardou
La Vieille La Java de Broadway
Olympia 76 est le troisième album live de Michel Sardou enregistré en 1976 lors de son quatrième passage à l'Olympia de Paris.
Publié à l'origine sous le titre de Enregistrement public Olympia, il a été réédité en 1993 sous le titre de Olympia 76
Ce passage à l'Olympia se fait au moment où l'album de Sardou La Vieille suscite succès et bien des controverses, avec des titres polémiques comme Je suis pour et Le Temps des colonies.

## Titres
| No  | Titre                      | Durée |
| --- | -------------------------- | ----- |
| 1.  | Introduction               |       |
| 2.  | Je vais t'aimer            |       |
| 3.  | Les Villes de solitude     |       |
| 4.  | La Maladie d'amour         |       |
| 5.  | Je vous ai bien eus        |       |
| 6.  | Je suis pour               |       |
| 7.  | La Vieille                 |       |
| 8.  | Le France                  |       |
| 9.  | Une fille aux yeux clairs  |       |
| 10. | Présentation des musiciens |       |
| 11. | J’ai 2000 ans              |       |
| 12. | W 454                      |       |
| 13. | Un accident                |       |
| 14. | La Marche en avant         |       |
| 15. | J'accuse                   |       |

## Réédition avec bonus
L'enregistrement du concert a été réédité en 2016 avec deux titres en bonus, en version inédite : Le Rire du sergent et Et mourir de plaisir. Le double CD intitulé Olympia Janvier 1975 + Novembre 1976 reprend ce concert ainsi que l'Olympia 75.

## Crédits
- Arrangements : René Pratx (Titres 3, 8 à 11, 13 et 14), Roger Loubet (Titres 1, 2 et 4), Hervé Roy (Titres 5 et 6), Raymond Donnez (Titres 7 et 15) et Jean Claudric (Titre 12)
- Direction d'orchestre : Guy Guermeur
- Prise de son : Roland Guillotel
- Mixage : Roland Guillotel et René Pratx
- Direction artistique : Jacques Revaux et Régis Talar

## Vidéo
Aucune vidéo de ce concert n'a été commercialisée. Cependant, le 1er janvier 1977, une émission de télévision a diffusé des extraits du concert.
- Je vais t'aimer
- Les villes de solitude
- Je vous ai bien eus
- Une fille aux yeux clairs
- La vieille
- La maladie d'amour
- Le France
- Le rire du sergent
- Et mourir de plaisir
- W454
- J'accuse